# Модок
Модок (на английски: Modoc) е окръг в Калифорния, САЩ.
Окръжният му център е град Алтюрас.

## География
Има обща площ от 10 887 кв. км. (4203 кв. мили).

## Население
Окръг Модок е с население от 8859 души (2017).

## Градове и други населени места
- Дейвис Крийк
- Игълвил
- Лайкли
- Лейк Сити
- Лукаут
- Ню Пайн Крийк
- Сидървил
- Стронгхолд
- Форт Бидуел